# Sylvia Robinson
Pour les articles homonymes, voir Robinson.
Sylvia Robinson, née le 6 mars 1936 à New York et morte le 29 septembre 2011, est une chanteuse de rhythm and blues, compositrice et productrice de musique américaine.
Plusieurs de ses titres figurent au hit-parade durant les années 1950 et 1970. Avec son mari Joe Robinson, elle dirige les labels All Platinum Records (en) et Sugar Hill Records. Elle est l'une des premières femmes à s'orienter vers la production discographique.

## Biographie

### Chanteuse

#### Début de carrière
Sylvia Vanderpool commence sa carrière de chanteuse dès l'âge de 14 ans en accompagnant le trompettiste de jazz Hot Lips Page. Elle enregistre des disques de rhythm and blues sous le nom de Little Sylvia pour les labels Savoy et Jubilee avant d'entreprendre des études en soins infirmiers,. En 1955, elle forme le duo Mickey & Sylvia avec le guitariste Mickey Baker, un ancien musicien de studio, qui lui apprend à jouer de la guitare. Love Is Strange, leur plus grand succès, est édité par Groove Records en novembre 1956. L'année suivante, le single atteint la 1re place du classement rhythm and blues et le 11e rang du Billboard Hot 100,. Le duo se sépare en 1962 et Mickey Baker s'établit en France. En 1964, Sylvia Vanderpool épouse Joe Robinson.

#### Années 1970
Sylvia Robinson retourne à la chanson durant les années 1970 et se produit en solo sous le nom de Sylvia. Elle écrit notamment Pillow Talk (en), un titre qu'elle propose à Al Green. Devant son refus, elle l'enregistre elle-même en 1973. Le single se classe 1er du hit-parade rhythm and blues et 3e du Billboard Hot 100. Au Royaume-Uni, il atteint la 14e place du UK Singles Chart,. 

### Productrice

#### All Platinum Records
Sylvia et Joe Robinson ouvrent le studio d'enregistrement Soul Sound et fondent le label All Platinum Records (en) en 1968. Avec Burt Keyes, elle coécrit le titre Love on a Two-Way Street (en), enregistré par le groupe The Moments (en), qui passe cinq semaines en tête du hit-parade rhythm and blues,. En 1974 pour Shirley & Company (en), elle compose paroles & musique et produit Shame, Shame, Shame. Le morceau, dont le chant principal est assuré par Shirley Goodman, figure parmi les premiers succès du mouvement disco et atteint la 12e place du Hot 100 en 1975,. En 1975, les Robinson achètent les droits sur le catalogue du label Chess Records pour près d'un million de dollars. Après avoir réalisé cette acquisition, All Platinum rencontre des difficultés financières. À la fin des années 1970, l'entreprise est placée sous la protection du chapitre 11 de la loi sur les faillites.

#### Sugar Hill Records
En 1979, Sylvia Robinson est invitée dans une soirée au cours de laquelle elle découvre le rap, un nouveau genre musical qui s'est développé au cours des années 1970 dans l'arrondissement du Bronx. Percevant le potentiel commercial du rap, elle fait enregistrer une bande son par des musiciens et tente de recruter des rappeurs afin de réaliser un disque. Elle fait appel à trois jeunes amateurs d'Englewood, New Jersey : Henry Jackson (dont le nom de scène est Big Bank Hank), Guy O'Brien (Master Gee) et Michael Wright (Wonder Mike),. Le trio, baptisé The Sugarhill Gang, enregistre le single Rapper's Delight, édité par le label Sugar Hill Records que Sylvia Robinson a fondé avec son mari. Classé 4e du hit-parade rhythm and blues et 36e du Billboard Hot 100 en 1979, il est considéré comme le premier hit du genre. Le label connaît également le succès grâce à Grandmaster Flash and the Furious Five. Leur titre The Message, 4e du hit-parade rhythm and blues en 1982, inspire les artistes de rap à écrire des textes socialement engagés,.

## Démêlés judiciaires
En 1979, Bernard Edwards et Nile Rodgers, fondateurs du groupe Chic, découvrent le titre Rapper's Delight du Sugarhill Gang dans une discothèque et reconnaissent leur morceau Good Times. La paternité de Rapper's Delight est à l'origine attribuée à Sylvia Robinson et au trio de rappeurs. Menacé d'un procès, le label admet dans un accord hors-tribunal que Edwards et Rodgers sont les compositeurs de la chanson. Durant les années 1980, Grandmaster Flash attaque le label Sugar Hill Records pour non versement des redevances (non-payment of royalties).
Après un long procès les opposant à MCA Records, les Robinson négocient en 1990 un règlement hors-tribunal leur permettant de conserver leurs droits sur le catalogue du label Sugar Hill. En 1995, ils les revendent à Rhino Records. La famille Robinson détient toujours les droits d'édition musicale (publishing rights).

## Héritage
À la fin des années 1960, Sylvia Robinson fait partie des premières femmes à s'investir dans la production discographique. Le succès de Rapper's Delight et du label Sugar Hill Records durant les années 1970 vaut à la productrice le surnom de « mother of hip-hop » (« mère du mouvement hip-hop »).

## Famille et vie privée
Sylvia et Joe Robinson divorcent en 1989. Ce dernier meurt en novembre 2000 des suites d'un cancer. Le couple a trois fils, dont Joey Robinson Jr. qui a fait partie du groupe West Street Mob durant les années 1980,.